# Тресковицы
Тресковицы (фин. Treskovitsa) — деревня в Большеврудском сельском поселении Волосовского района Ленинградской области.

## История
Впервые упоминается в Писцовой книге Водской пятины 1500 года как сельцо Тресковичи в Богородицком Врудском погосте.
На карте Ингерманландии А. И. Бергенгейма, составленной по шведским материалам 1676 года, она обозначена как деревня Traskowits.
На шведской «Генеральной карте провинции Ингерманландии» 1704 года — как Träskowitz.
Как деревня Тирясовицы она обозначена на «Географическом чертеже Ижорской земли» Адриана Шонбека 1705 года.
На карте Санкт-Петербургской губернии Я. Ф. Шмидта 1770 года близ мызы Вруда обозначена деревня Тресковицы.

ТРЕСКОВИЦЫ — деревня принадлежит наследникам коллежского советника Дарагана, число жителей по ревизии: 47 м. п., 57 ж. п.

В оной: Санкт-Петербургского воспитательного дома сельский лазарет.
(1838 год)

Согласно карте Ф. Ф. Шуберта в 1844 году деревня Тресковицы насчитывала 20 крестьянских дворов.
На этнографической карте Санкт-Петербургской губернии П. И. Кёппена 1849 года она обозначена как деревня «Treskowitz», расположенная в ареале расселения савакотов. В пояснительном тексте к этнографической карте указано количество её жителей на 1848 год: савакотов — 33 м. п., 43 ж. п., всего 76 человек.

ТРЕСКОВИЦЫ — деревня коллежского секретаря Дарагана, 10 вёрст по почтовой, а остальные по просёлочной дороге, число дворов — 22, число душ — 26 м. п. (1856 год)

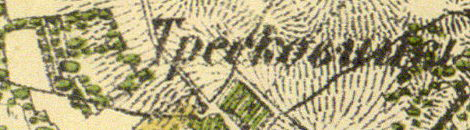
Деревня Тресковицы на карте 1860 года

ТРЕСКОВИЦЫ — мыза владельческая при колодце, по Рожественскому тракту из с. Рожествена по правую сторону этого тракта, в 41 версте от Ямбурга, число дворов — 1, число жителей: 1 м. п., 2 ж. п.

ТРЕСКОВИЦЫ — деревня владельческая при колодце, там же, число дворов — 13, число жителей: 30 м. п., 38 ж. п.
(1862 год)

Согласно данным 1867 года в деревне находился сельский лазарет Санкт-Петербургского Воспитательного дома, врач Ф. В. Вельяминов-Рутский.
Согласно материалам по статистике народного хозяйства Ямбургского уезда 1887 года мыза Тресковицы площадью 401 десятина принадлежала коллежскому секретарю А. К. Драгану, она была приобретена до 1868 года, охота сдавалась в аренду.
В 1900 году, согласно «Памятной книжке Санкт-Петербургской губернии», мыза Тресковицы площадью 500 десятин принадлежала коллежскому секретарю Александру Козьмичу Дарагану.
В конце XIX — начале XX века Тресковицы административно относились к Врудской волости 1-го стана Ямбургского уезда Санкт-Петербургской губернии. Население деревни было однородным — финским.
По данным «Памятной книжки Санкт-Петербургской губернии» за 1905 год мызой Тресковицы площадью 500 десятин владела жена генерал-лейтенанта Ольга Александровна Стрельникова.
С 1917 по 1927 год деревня Тресковицы входила в состав Маловрудского сельсовета Врудской волости Кингисеппского уезда.
Согласно данным переписи населения СССР 1926 года в деревне Тресковицы проживали 74 человека, финны, русские, а также эстонцы.
С августа 1927 года в составе Молосковицкого района.
С 1928 года в составе Врудского сельсовета.
С 1931 года в составе Волосовского района.

План деревни Тресковицы. 1933 год

По данным 1933 года деревня Тресковицы входила в состав Врудского сельсовета Волосовского района. Согласно топографической карте 1933 года деревня насчитывала 28 дворов, в деревне была своя школа.
C 1 августа 1941 года по 31 декабря 1943 года деревня находилась в оккупации.
С 1963 года в составе Кингисеппского района.
С 1965 года вновь в составе Волосовского района. В 1965 году население деревни Тресковицы составляло 251 человек.
По данным 1966, 1973 и 1990 годов деревня Тресковицы также входила в состав Врудского сельсовета с административным центром в посёлке Вруда.
В 1997 году в деревне проживали 119 человек, в 2002 году — 127 человек (русские — 84 %), в 2007 году — 114.

## География
Деревня расположена в центральной части района на автодороге 41К-045 (Большая Вруда — Овинцево).
Расстояние до административного центра поселения — 5 км.
Расстояние до ближайшей железнодорожной станции Вруда — 2 км.

## Демография
| 1862 | 2002 | 2007 | 2010 | 2017 |
| ---- | ---- | ---- | ---- | ---- |
| 71   | ↗127 | ↘114 | ↘109 | ↗149 |

### Национальный состав
Согласно данным Всероссийской переписи населения 2021 года в деревне проживали 127 человек, из них:
 русские — 117, таджики — 4, азербайджанцы — 3, армяне — 1, белорусы — 1, один человек национальность не указал.

## Улицы
Полевая, Центральная.